# Споменик у Прибоју
Споменик палим борцима у ратовима 1912-1918. и 1941-1945. године у Прибоју посвећен је борцима погинулим у балканским, Првом светском рату и НОР-у. Откривен је 29. новембра 1974. године у оквиру прославе Дана Републике Југославије од стране Благоја Т. Стојановића, секретара Општинског комитета СКЈ Лесковац. У спомен-комплексу се налази и биста Милутина Смиљковића, секретара Градског бироа КПЈ за Лесковац. Аутор споменика је вајар Ђорђе Васић.

## Натпис на споменику[1]
Палим у ослободилачким ратовима 1912-1918. и 1941-1945.
| 1941-1945.               | 1912-1918.          |
| Пали у НОБ-у             | I                   |
| Петковић Слободан        | Стефановић Владимир |
| Смиљковић Душан          | Стефановић Мирко    |
| Смиљковић Драгутин       | Стојановић Бошко    |
| Смиљковић Стана          | Стојановић Милутин  |
| Пали у НОБ-у             | II                  |
| Анастасијевић Славко     | Стојковић Крста     |
| Ђокић Младен             | Цветановић Владимир |
| Костић Драгутин          | Цветановић Војин    |
| Маринковић Боривоје      | Цекић Јован         |
| Жртве фашистичког терора | III                 |
| Ђорђевић Стојадин        | Петковић Петар      |
| Банчић Авдија            | Петровић Драгутин   |
| Маринковић Чедомир       | Прокоповић Душан    |
| Стојковић Војин          | Станковић Костадин  |
|                          | Станојевић Илија    |
| Пали априла 1941. год.   | IV                  |
| Јовић Крста              | Митић Петко         |
| Станковић Драгомир       | Николић Душан       |
|                          | Петковић Благоје    |
|                          | Петковић Никодије   |
| V                        | V                   |
| Младеновић Драгутин      | Младеновић Драгутин |
| Младеновић Ђорђе         | Младеновић Ђорђе    |
| Младеновић Крста         | Младеновић Крста    |
| Младеновић Таса          | Младеновић Таса     |
| Митић Милан              | Митић Милан         |
| VI                       | VI                  |
| Ђорђевић Јосиф           | Ђорђевић Јосиф      |
| Јовић Михајло            | Јовић Михајло       |
| Љубисављевић Вучко       | Љубисављевић Вучко  |
| Младеновић Милан         | Младеновић Милан    |
| VII                      | VII                 |
| Димитријевић Јордан      | Димитријевић Јордан |
| Димитријевић Лазар       | Димитријевић Лазар  |
| Ђокић Милан              | Ђокић Милан         |
| Ђокић Трајко             | Ђокић Трајко        |
| ------------------------ | ------------------- |